# مرشد أفندي
مرشد أفندي ((بالإنجليزية: Mursyid Effendi)‏؛ مواليد 23 أبريل 1972) هو لاعب كرة قدم إندونيسي سابق كان يجيد اللعب كمدافع.
في 31 أغسطس 1998، أثناء لعبه مع إندونيسيا خلال آخر مباريات مرحلة المجموعات في بطولة اتحاد آسيان 1998 ضد تايلاند، تعمد أفندي تسجيل هدف ذاتي للتأثير على نتيجة المباراة، ليحظره الفيفا بعدها من ممارسة كرة القدم الدولية مدى الحياة.

## روابط خارجية
- مرشد أفندي على موقع ناشيونال فوتبول تيمز (الإنجليزية)